# Eriosema gracillimum
Eriosema gracillimum är en ärtväxtart som beskrevs av Baker f. Eriosema gracillimum ingår i släktet Eriosema och familjen ärtväxter. Inga underarter finns listade i Catalogue of Life.